# 홍승기
홍승기(1984년 10월 4일~)는 대한민국의 배드민턴 선수이다.